# نادیا دیوی
نادیا دیوی (انگلیسی: Nadia Davy؛ زادهٔ ۲۴ دسامبر ۱۹۸۰) دونده اهل جامائیکا است.
وی در مسابقات کشوری و بین‌المللی در مجموع برندهٔ ۱ مدال برنز شده‌است.